# انضباط (آلبوم جنت جکسون)
انضباط (به انگلیسی: Discipline) دهمین آلبوم استودیویی هنرمند اهل آمریکایی جنت جکسون است. این آلبوم در ۲۶ فوریه ۲۰۰۸ توسط آیلند رکوردز منتشر شد.